# НОРАД
Северноамериканското военновъздушно-космическо командване (на английски: North American Aerospace Defense Command), съкр. НОРАД (NORAD), е обща военна организация на САЩ и Канада, която осигурява предупреждение, отбрана и гарантиране на суверенитета на въздушното им пространство.
Основано е на 12 май 1958 г. Основната му база е оперативният център в Шайен Маунтин в щата Колорадо (САЩ), поради което НОРАД понякога се нарича Шайен Маунтин. Командването на НОРАД е под управлението на ВВС на САЩ от военновъздушната база Питърсън. Силите на НОРАД се състоят от 3 части – покриващи щата Аляска (САЩ), Канада и 48-те континентални щати на САЩ без щата Хаваи.

## Мисия
В тясно сътрудничество с партньорите по отбраната на отечеството, сигурността и прилагането на закона да предотврати въздушни нападения срещу Северна Америка, да охранява суверенните въздушни пространства на САЩ и Канада като отговори на непозната, нежелана и неупълномощена въздушна активност приближаваща и действаща в тези въздушни пространства и да осигури въздушно и морско предупреждение на Северна Америка. 

## История
Образуване
Растящото усещане за заплахата от страна на съветските стратегически ядрени бомбардировачи с далечен обсег води до по-тясно сътрудничество между ВВС на САЩ и Канада. Нападения откъм Атлантическия и Тихия океан биха били открити от самолети за ранно предупреждение, кораби на флота и радарни платформи в океана, но подстъпът откъм Северния ледовит океан е незащитен. В началото на 50-те години САЩ и Канада постигат съгласие да построят поредица от станции за ранно предупреждение за съветско нападение от Арктика. Първата серия от радарни станции (Pinetree Line, Боровата линия) наброява 33 и е разположена в Южна Канада. Системата обаче показва технически дефекти, което води до умножаване на броя на радарните станции. През 1957 г. е завършена системата Ограда на МакГил, състояща се от Доплерови радари за откриване на нисколетящи самолети. Тази система е приблизително на 480 км северно от Боровата линия на 55-ия паралел. Третата обща система, Далечната линия за ранно предупреждение (Distant Early Warning Line) е завършена също през 1957 г. Тя е мрежа от 58 станции на 69-ия паралел. Тези системи могат да вдигнат тревога три часа преди вражеските самолети да достигнат голям населен център.
Командването и контрола на тази масивна система се превръща в значително предизвикателство. Проучвания и обсъждания за обща система се извършват от началото на 50-те години и на 1 август 1957 г. САЩ и Канада обявяват създаването на обща система North American Air Defense Command, На 12 септември започват операциите в Колорадо, а официалното споразумение е подписано на 12 май 1958 г.
Студена война
До началото на 1960-те години в работата на НОРАД са въвлечени около 250 000 души. Появата на заплахата от междуконтинентални балистични ракети (МКБР) и на изстрелвани от подводница балистични ракети са донякъде удар за системата. В отговор е изградена системата за наблюдение и предупреждение от космоса, която да осигури откриване, проследяване и идентифициране на ракети по целия свят от космоса. Разширяването на мисията на НОРАД в космоса води до промяна на името на North American Aerospace Defense Command през март 2007 г.
От 1963 г. се намалява размера на ВВС на САЩ, а остарели части от радарната система се затварят. Увеличават се усилията за проследяване на МКБР. Построени са два подземни работни центъра, главният в Шайен Маунтин, Колорадо, а алтернативният в Норт Бей, Онтарио. До началото на 70-те години приемането на доктрината за взаимно осигуреното унищожение води до намаляване на военновъздушния бюджет и пренасочване на мисията на НОРАД за осигуряването на целостта на въздушното пространство в мирно време. Следват значителни орязвания в системата за въздушна отбрана до 1979 г., когато се решава Далечната линия за ранно предупреждение да бъде заменена с подобрена арктическа линия, Северната предупредителна система (North Warning System), въвеждането в експлоатация на Радар отвъд-хоризонта (Over-the-Horizon Backscatter), назначаването на по-усъвършенствани изтребители към НОРАД и по-голямата употреба самолети от системата за въздушно предупреждение и контрол (AWACS) от базите на ВВС Тинкър в Оклахома и Елмендорф в Аляска. Тези препоръки се приемат от двете правителства през 1985 г. Космическото командване на Съединените щати (United States Space Command) се сформира през септември 1985 г. като допълнение, но не и компонент на НОРАД.
Въпреки обстойните инспекции на оборудването в Шайен Маунтин в поне два случая провали на системите е можело да доведат до ядрена война. На 9 ноември 1979 г. техник от НОРАД зарежда тестова касета, но не превключва системата на „тест“, причинявайки поток от непрекъснати фалшиви предупреждения за масивен ядрен удар от СССР да се разпространи в два бункера за „приемственост на правителството“, както и по командни постове по целия свят. След преглед на необработените данни от сателити и проверка на радарите за ранно предупреждение, тревогата е отменена. На 2 юни 1980 г. устройство за компютърни комуникации причинява предупредителни съобщения, че е в ход ядрено нападение да се светват спорадично в командните постове на ВВС на САЩ по целия свят. И в двата случая Тихоокеанските ВВС на САЩ вдигат във въздуха самолетите си, въоръжени с ядрени бомби. Стратегическото въздушно командване не го прави, за което е критикувано, тъй като не е последвало процедурата, макар да знаят, че почти сигурно това са фалшиви тревоги (което знаят и Тихоокеанските ВВС). И двата командни поста скоро са започнали да получават и обработват преки доклади от различни радарни, сателитни и други системи за откриване на ракетни нападения, които не съвпадат с погрешната информация получавана от НОРАД.
След Студената война
След края на Студената война НОРАД преоценява мисията си и за да избегне съкращения от 1989 г. разширява дейността си в областта на борбата с трафика на наркотици започва да проследява малки самолети, навлизащи и действащи вътре в САЩ и Канада  в противоречие с твърдението на ген. Ричард Майърс в свидетелските му показания пред Комисията за 11 септември, че НОРАД е бил насочен да „гледа навън“ на 11 септември 2001 г.
Радарните системи на Далечната линия за ранно предупреждение са заменени с по-малко радари от Северната предупредителна система между 1986 и 1995 г. Базата в Шайен Маунтин също е модернизизрана. Предложените Радари отвъд-хоризонта обаче не са приведени в действие.
След 11 септември 2001 г.
От основаването си през 1958 г. организацията има три мисии:
1. Наблюдение и контрол на въздушното пространство на САЩ и Канада;
2. Предупреждение на Националните командни власти за въздушна или космическа атака приближаваща Северна Америка;
3. Осигуряване на подобаващ отговор на въздушна или космическа атака срещу Северна Америка.[4]

Първата мисия на НОРАД за наблюдение и контрол на въздушното пространство се нарича Въздушен суверенитет  В опит да обясни посредственото представяне на НОРАД при атаките от 11 септември 2001 г. служители от администрацията на Джордж У. Буш излагат твърдението, че никога не е било задача на НОРАД да наблюдава небето на САЩ, а че от самото си създаване е командането е имало за цел само „да гледа навън“. в противоречие с първата мисия на НОРАД по осигуряването на въздушния суверенитет.

## В популярната култура
Всяка Коледа НОРАД влиза във вниманието на обществото, когато проследява пътешествието на Дядо Коледа по света (вж. NORAD Tracks Santa). Традицията е започната през 1955 г., когато местен магазин от веригата Sears погрешно изписва телефонния номер и децата мислят, че се обаждат на добрия старец, но всъщност звънят в КОНАД (предшественикът на НОРАД).
Във филма „Военни игри“ от 1983 г. Матю Бродерик играе тийнейджър, който пробива главния компютър и почти започва „глобална термоядрена война“.
Командването на „Старгейт“ е под НОРАД във вселената на „Старгейт“.